# Zákon o nabývání a pozbývání státního občanství České socialistické republiky
Zákon o nabývání a pozbývání státního občanství České socialistické republiky byl zákon přijatý Českou národní radou dne 29. dubna 1969. Tento zákon upravoval nabývání a pozbývání státního občanství České socialistické republiky v rámci československé federace. Účinnosti nabyl 8. května 1969. Zrušen byl 1. ledna 1993 zákonem o nabývání státního občanství České republiky.